# عبدالقادر تلمسانی
عبدالقادر تلمسانی (عربی: عبد القادر تلمساني؛ زادهٔ ۱ دسامبر ۱۹۶۳) بازیکن فوتبال اهل الجزایر بود.
وی همچنین در تیم ملی فوتبال الجزایر بازی کرده‌است.